# Erioptera ctenophora
Erioptera ctenophora är en tvåvingeart som beskrevs av Alexander 1966. Erioptera ctenophora ingår i släktet Erioptera och familjen småharkrankar. Inga underarter finns listade i Catalogue of Life.